# Sport Clube África Show
O Sport Clube África Show é um clube multiesportivo localizado na cidade da Sal-Rei e Rabil na ilha do Boa Vista de Cabo Verde. No clube, há departamentos que incluem futebol, basquete e atletismo.
O S.C. África Show possui um título regional de copa e torneio de abertura.

## Uniformes
As cores do uniforme principal são o preto e branco. O uniforme alternativo é branco, amarelo e preto.
| Uniforme antes do título até setembro de 2016 |

## Estádio

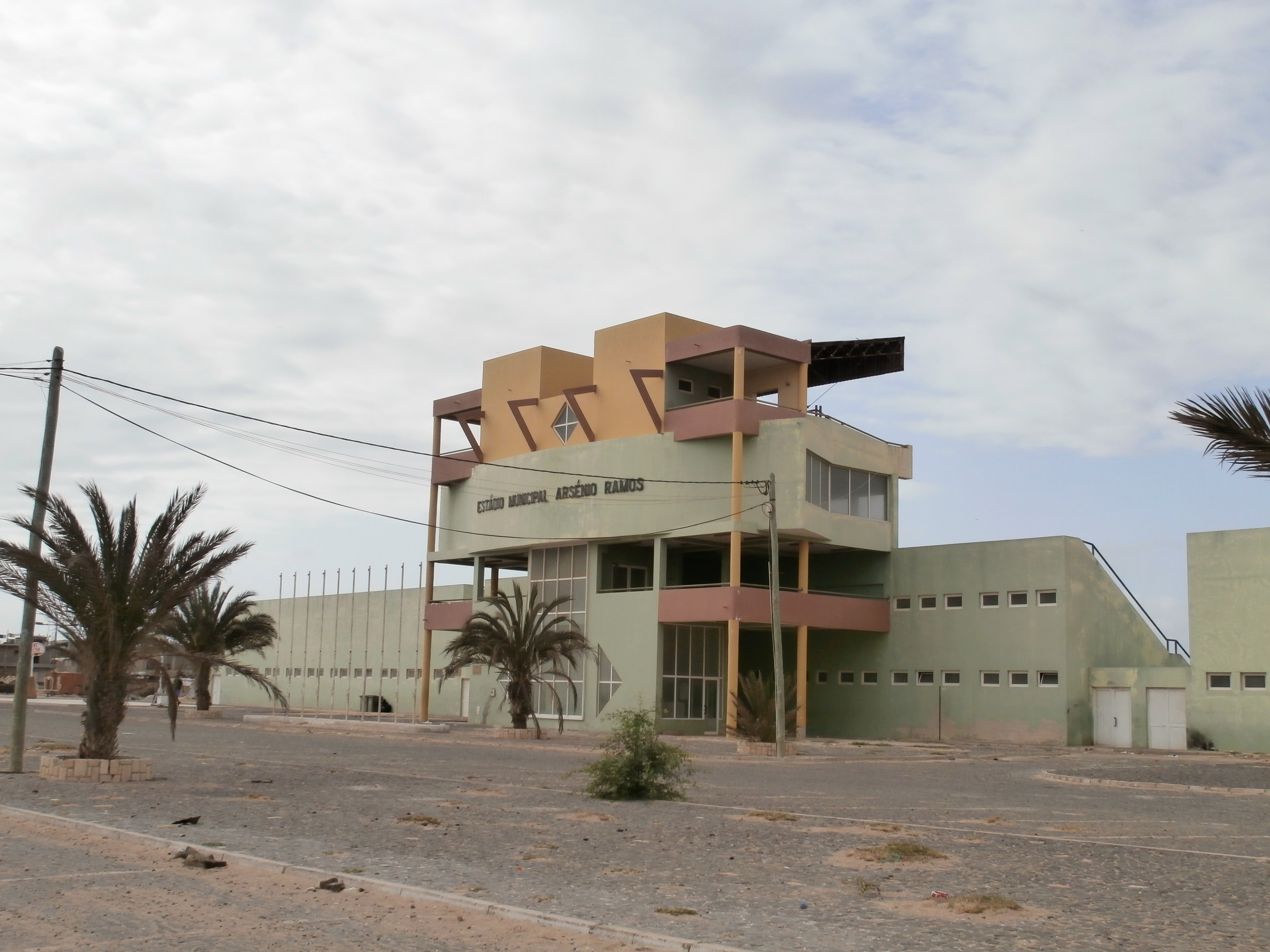
Estádio Arsénio Ramos, a casa do Sport Sal Rei Club

Os jogos oficiais são realizados no Estádio Arsénio Ramos, inaugurado em 9 de fevereiro de 2008. E todos os clubes de Associação Regional de Futebol de São Vicente (ARFBV) jogam no estádio.

## Títulos
- Copa da Boa Vista (Bubista): 1

2011
- Torneio de Abertura da Boa Vista: 3

2008, 2009 e 2011

## Futebol

### Palmarés
| Escalão | Nº Presenças | Títulos | Melhor Classificação |
| II      | 20-25        | 0       | 2a                   |

### Classificações

#### Regionais
| Temporada | Div | Pos | Pts    | J  | V | E | D | G.M. | G.S. | Diff. |
| 2013-14   | 2   | 5   | 17 pts | 14 | 5 | 2 | 7 | 20   | 21   | -1    |
| 2014-15   | 2   | 2   | 28 pts | 14 | 8 | 4 | 2 | 29   | 15   | +14   |
| 2015-16   | 2   | 4   | 23 pts | 14 | 6 | 5 | 3 | 20   | 14   | +6    |
| 2016-17   | 2   | 5   | 22 pts | 14 | 5 | 3 | 6 | 25   | 27   | +2    |

## Estatísticas
- Melhor posição: 2a (regional)
- Melhor posição na taça: 1a (regional)
- Melhor posição na taça de associação: 1a (regional)
- Apresentadas na taças regionais: 8

## Treinadores
- José Spencer (até dezembro de 2016)
- Tchabana (Eugénio Gomes) (desde dezembro de 2016)